# Mene
Famille
Genre
Mene est un genre de poissons à nageoires rayonnées de la famille des Menidae (Ménidés), comprenant des espèces éteintes ayant vécu tout au cours du Cénozoïque c'est-à-dire depuis environ 65 Ma (millions d'années), et une seule espèce vivante, Mene maculata, le Poisson-lune ou Luneur, un poisson tropical de l'Indo-Pacifique comprimé latéralement très étendu vers le bas.

## Liste des espèces
- † Mene ginglymostoma (Priem.F, 1907)
- Mene maculata (Bloch et Schneider, 1801) — Luneur
- † Mene oblonga
- † Mene purdyi
- † Mene rhombea
- † Mene rhynchobatus (Priem.F, 1907)

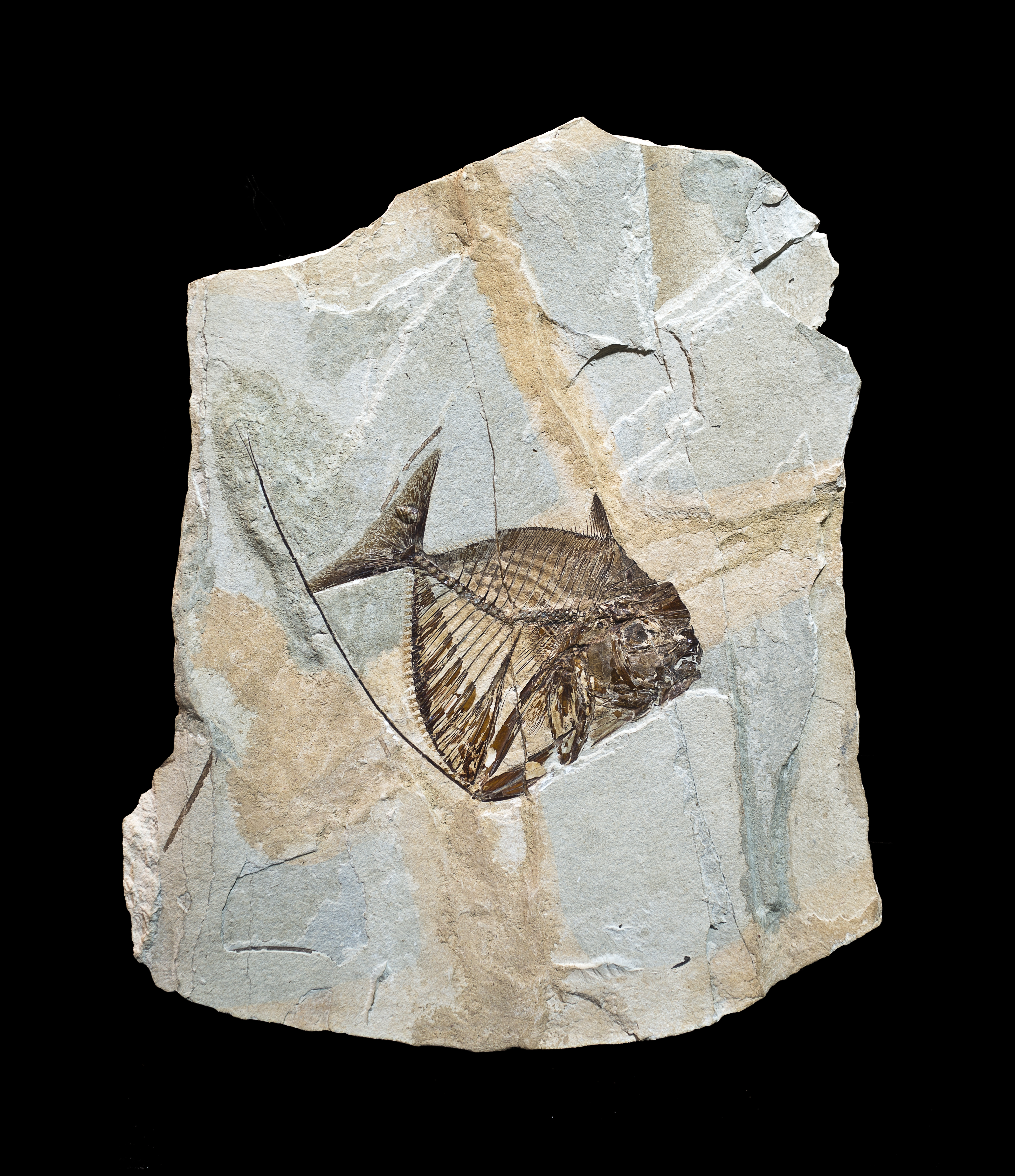
Fossile de Mene rhombea de l'Éocène du Monte Bolca (Italie).